# Defensive back

I defensive back nello schieramento difensivo (evidenziati in rosso)

Il defensive back è un ruolo di difesa del football americano e indica tutti quei giocatori che si posizionano lontani dalla linea di scrimmage, coprendo le parti laterali e posteriori del campo.
Con questo nome generico vengono individuati alcuni ruoli più specifici: il cornerback (CB), la free safety (FS) e la strong safety (SS), il defensive back destro e sinistro.